# FARO Technologies

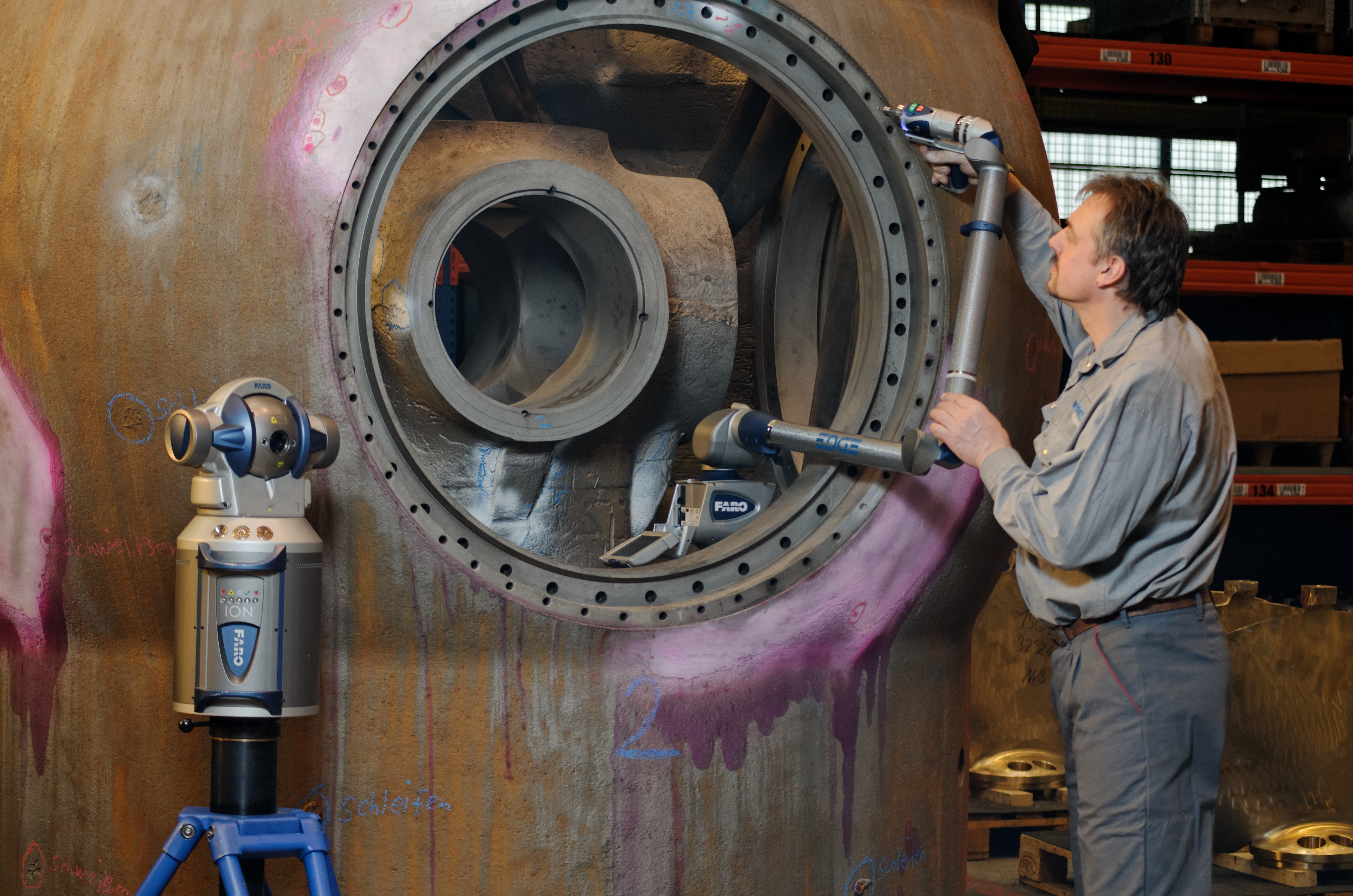
Appareils de mesure 3D conçus par FARO pour l'atelier de production : bras de mesure FaroArm et laser de poursuite FARO Laser Tracker

FARO Technologies Inc. est une entreprise industrielle spécialisée dans la fabrication de systèmes de mesure 3D  portables. L’entreprise a été fondée en 1982et est cotée au NASDAQ depuis 1989. FARO développe et distribue des machines à mesurer tridimensionnelles et des systèmes CAM2 (mesure de fabrication assistée par ordinateur).

## Structure de l’entreprise
Le siège de l’entreprise se trouve à Lake Mary, en Floride. Le marché européen et asiatique est couvert par deux autres sièges à Stuttgart et Singapour. FARO gère d’autres succursales dans plusieurs sites en Asie, Amérique et Europe. FARO emploie plus de 1 000 employés dans le monde. La société FARO Technologies est certifiée ISO 9001 et enregistrée Laboratoire ISO 17025. Elle intervient dans le domaine des systèmes de mesures portables 3D assistés par ordinateur. Sur ce marché, on trouve également les prestataires Leica Geosystems et APISensors (Tracker), Romer et Zettmess (bras de mesure).

## Filiale FARO Europe
Depuis 1996, la société est active en Europe sous la dénomination FARO EUROPE GmbH & Co. KG. Le siège du siège social est à Korntal-Münchingen, en Allemagne. À cet endroit se trouvent également le centre de formation produits de FARO, l’unité de production du scanner laser, ainsi que le centre de calibrage des produits pour la certification des appareils. D’autres succursales sont basées en France, en Angleterre, en Italie et en Espagne. 

## Produits
Ces dernières décennies, les systèmes de mesure 3D mobiles fabriqués entre autres par FARO ont été mis en place dans la production industrielle. FARO propose différents produits sur le marché de systèmes de mesures portables, dont les bras de mesure par contact FARO Gage, FaroArm, les bras de mesure équipés d'un scanner laser FARO ScanArm, les lasers de poursuite FARO Laser Tracker et les scanners tridimensionnels FARO Laser Scanner Focus3D,. Les scanners laser de FARO permettent aussi aux architectes d'effectuer des levers topographiques, des relevés d'intérieurs et d'extérieurs de bâtiments. De plus, des logiciels de mesure et d'édition de rapports basés sur la CAO appartenant à la famille de logiciels CAM2 sont proposés.

## Principaux actionnaires
Au 6 février 2020:
| The Vanguard Group                  | 10,5% |
| PRIMECAP Management                 | 6,54% |
| Paradice Investment Management      | 5,76% |
| Credit Suisse Asset Management      | 5,75% |
| Dimensional Fund Advisors           | 5,45% |
| Credit Suisse Securities            | 5,35% |
| Royce & Associates                  | 5,32% |
| Barrow, Hanley, Mewhinney & Strauss | 5,29% |
| Artemis Investment Management       | 5,05% |
| 300 North Capital                   | 3,79% |